# 熊健民
熊健民（1957年4月—），河南固始县人。中共党员。西北工业大学毕业，工学硕士、教育学博士。
曾任湖北工学院力学教研室主任、食品工程系副书记、教务处处长、副院长。2001年任湖北工学院院长。2004年湖北工学院更名为湖北工业大学后，继续担任校长。2011年3月转任湖北大学校长。2017年5月，不再担任湖北大学校长。